# Asociación Rural del Uruguay
La Asociación Rural del Uruguay o ARU por sus siglas, es una asociación que nuclea a productores rurales del Uruguay. Fue fundada en 1871 durante el gobierno de Lorenzo Batlle. Su sede se encuentra en Montevideo en la Avenida Uruguay en pleno centro montevideano. Es la encargada de realizar la Expo Prado en la Rural del Prado. Su presidente es Dr. Vet. Pablo Zerbino. Varias organizaciones uruguayas del campo son socias de la ARU como ser la Sociedad de Productores Forestales o la Sociedad de Criadores de Hereford.

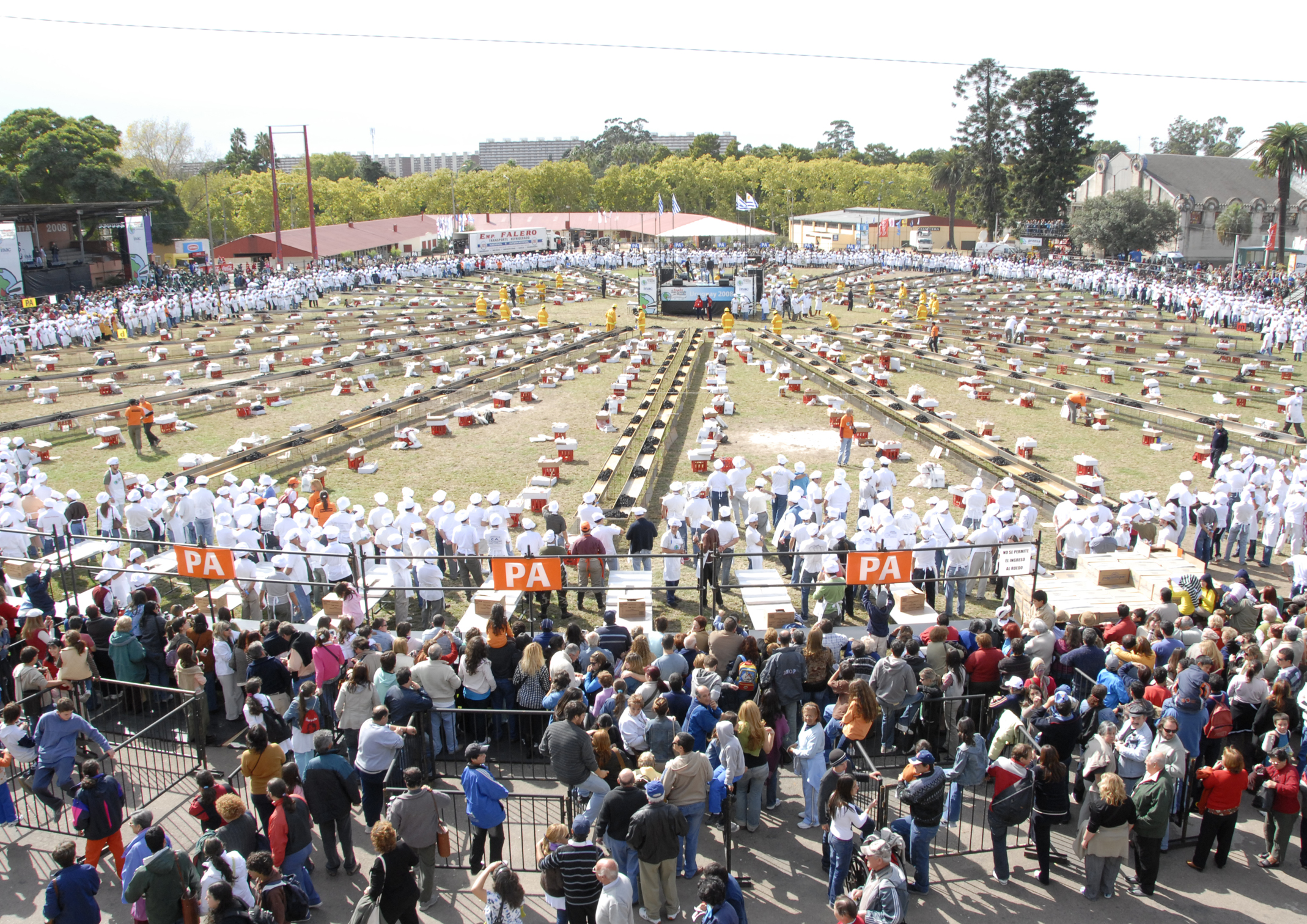
En el predio de exposiciones de la Asociación Rural del Uruguay en el Prado de Montevideo